# Memorie di un pazzo (Flaubert)
Memorie di un pazzo (nell'originale francese Mémoires d'un fou) è un romanzo breve in parte autobiografico di Gustave Flaubert, scritto nel 1838 ma pubblicato nel 1900. Il libro servirà in qualche modo come base di lavoro per L'educazione sentimentale, scritto una trentina d'anni più tardi.
Dedicato all'amico Alfred Le Poittevin (1816-1848), è la prima opera di una certa importanza (rispetto alle esercitazioni scolastiche del periodo) del giovane Flaubert, il quale ha 17 anni e ha incontrato l'anno precedente Élisa Schlésinger (nata Foucault, 1810-1888), durante le vacanze a Trouville-sur-Mer, di cui si è innamorato e che servirà da modello letterario per Madame Arnoux in L'educazione sentimentale.
Il libro è una sorta di analisi che l'autore fa sulla vita di ognuno e sulla propria natura in quanto essere umano e su altri temi come lo scopo della vita, l'esistenza di Dio e il dolore.

## Edizioni italiane
- trad. anonima, Le memorie di un pazzo. Romanzo postumo, Napoli: Lubrano e Ferrara, 1909
- trad. Fulvia de Thierry, Memorie d'un pazzo e ricordi, appunti, pensieri intimi, presentazione di Renzo Paris, Roma: Il Melograno, 1981
- Memorie di un pazzo, prefazione di Gesualdo Bufalino, Firenze: Passigli, 1983 ISBN 9788836810918
- Memorie di un pazzo, Milano: La spiga, 1995 ISBN 8871007891
- Memorie di un pazzo, a cura di Marina Premoli, Milano: Opportunity book, 1995 ISBN 8881111047
- trad. Maurizio Grasso, Memorie di un pazzo, introduzione di Massimo Colesanti, Roma: Newton Compton, 1996 ISBN 8881833247; stessa trad. in Tutti i romanzi (coll. "I mammut"), 1996 ISBN 8881831619 ISBN 9788854129573
- trad. Luciano De Maria, Memorie di un pazzo in Opere 1838-1862, a cura di Giovanni Bogliolo, Milano: Mondadori (coll. "I Meridiani"), pp. 9–70
- Memorie di un folle, introduzione di Walter Mauro, Roma: Giulio Perrone, 2007 ISBN 9788860040923
- Memorie di un pazzo, Marina di Massa: Edizioni clandestine, 2009 ISBN 9788895720357
- Memorie di un folle, Milano: Il sole 24 Ore, 2011